# Усть-Більськ
Усть-Більськ (рос. Усть-Бельск, удм. Усть-Бельск) — присілок (в минулому виселок) у складі Каракулинського району Удмуртії, Росія.
Населення — 29 осіб (2010; 18 у 2002).
Національний склад:
- росіяни — 61 %
- татари — 33 %